# Calcicludina
La Calcicludina (CaC) es una toxina presente en el veneno de la mamba verde oriental, esta toxina inhibe los canales de calcio activados de alto potencial, especialmente los canales de calcio de tipo L 3

## Origen
La Calcicludina es una toxina del veneno de la mamba verde oriental (Dendroaspis angusticeps).

## Química
La Calcicludina es un polipéptido de 60 aminoácidos con seis cisteínas que forman tres puentes disulfuro. La Calcicludina estructuralmente se asemeja a la dendrotoxina, pero su mecanismo de acción es diferente, dado que a altas concentraciones, la calcicludina no tiene efectos sobres los canales de potasio sensibles a la dendrotoxina en neuronas. de pollos y ratas.

## Blanco
La Calcicludina es un bloqueante de los canales de calcio activados de alto potencial (canales Tipo L, N P). Tiene la más alta afinidad por el tipo L (CI50 = 88nM[2]). Sin embargo, la sensibilidad de la droga sobre el canal depende de la especie y el tejido. Por ejemplo, la CI50 para bloqueo de canales de calcio de tipo L de células granulares del cerebelo es 0.2 nM, pero la CI50 de bloqueo de canales de tipo L DRG neuronales de neuronas periféricas de rata es de alrededor de 60-80 nM.

## Modo de Acción
La Calcicludina tiene un único modo de acción, el cual no es aún completamente conocido. Se ha sugerido que actúa por un bloqueo parcial de poros o bloqueo de canales.

## Toxicidad
Se ha demostrado que la Calcicludina trabaja sobre células cardíacas y células granulares. del cerebelo de ratas